# The Zutons
The Zutons je britská kapela, která díky svému stylu hledá jen stěží jednoznačné zaškatulkování. Nicméně je řazena do žánru "psychidelického cartoon punku" s unikátní směsicí rock popu, jazzu a funku.
Skupina se skládá z Davida McCabea (hlavní vokály a kytara), jediné ženy Abi Harding (saxofon a vokály), Russella Pritcharda (baskytarista), Paula Molloye (kytara) a Seana Paynea (bicí). Do roku 2007 v kapele ještě působil kytarista Boyan Chowdhury. The Zutons mají prozatím na kontě tři alba a několik velmi úspěšných singlů (například písnička Valerie se v roce 2006 vyšplhala až na 9. místo britského chart-žebříčku).
Kapela se zformovala v Liverpoolu v roce 2001. Jejich název vznikl na základě jména kytaristy americké skupiny The Magic Band Billa Harkleroada, lépe známého jako Zoot Horn - odtud Zuton → The Zutons.

## Diskografie

### Alba
- Who Killed...... The Zutons? (19. dubna 2004) (1× platinové ocenění)
- Tired of Hanging Around (17. dubna 2006) (2× platinové ocenění)
- You Can Do Anything (2. června 2008)

### Singly
- Confusion (13. prosince 2004)
- You Will You Wont (5. dubna 2004)
- Pressure Point (19. ledna 2004)
- Why won't you give me your love? (3. dubna 2006)
- Valerie (19. června 2006)
- Always Right Behind You (2008)